# Masacrul de la Malmedy

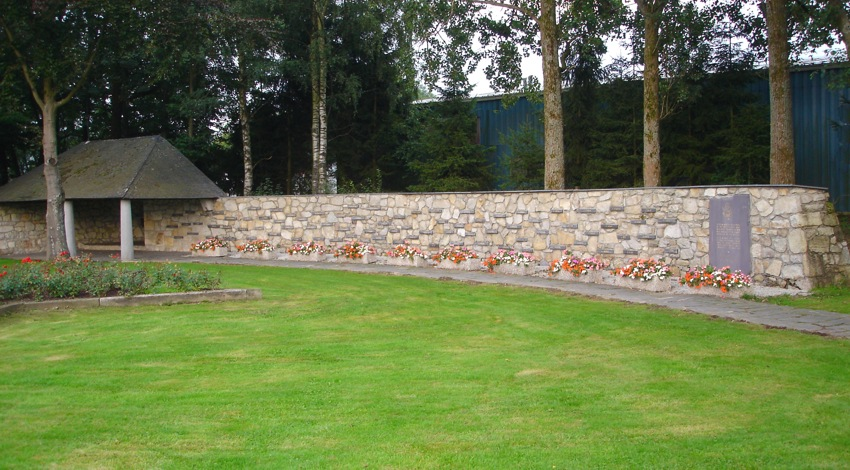
Monumentul de la Baugnez. Fiecare piatră neagră dreptunghiulară din zid poartă numele uneia din victime

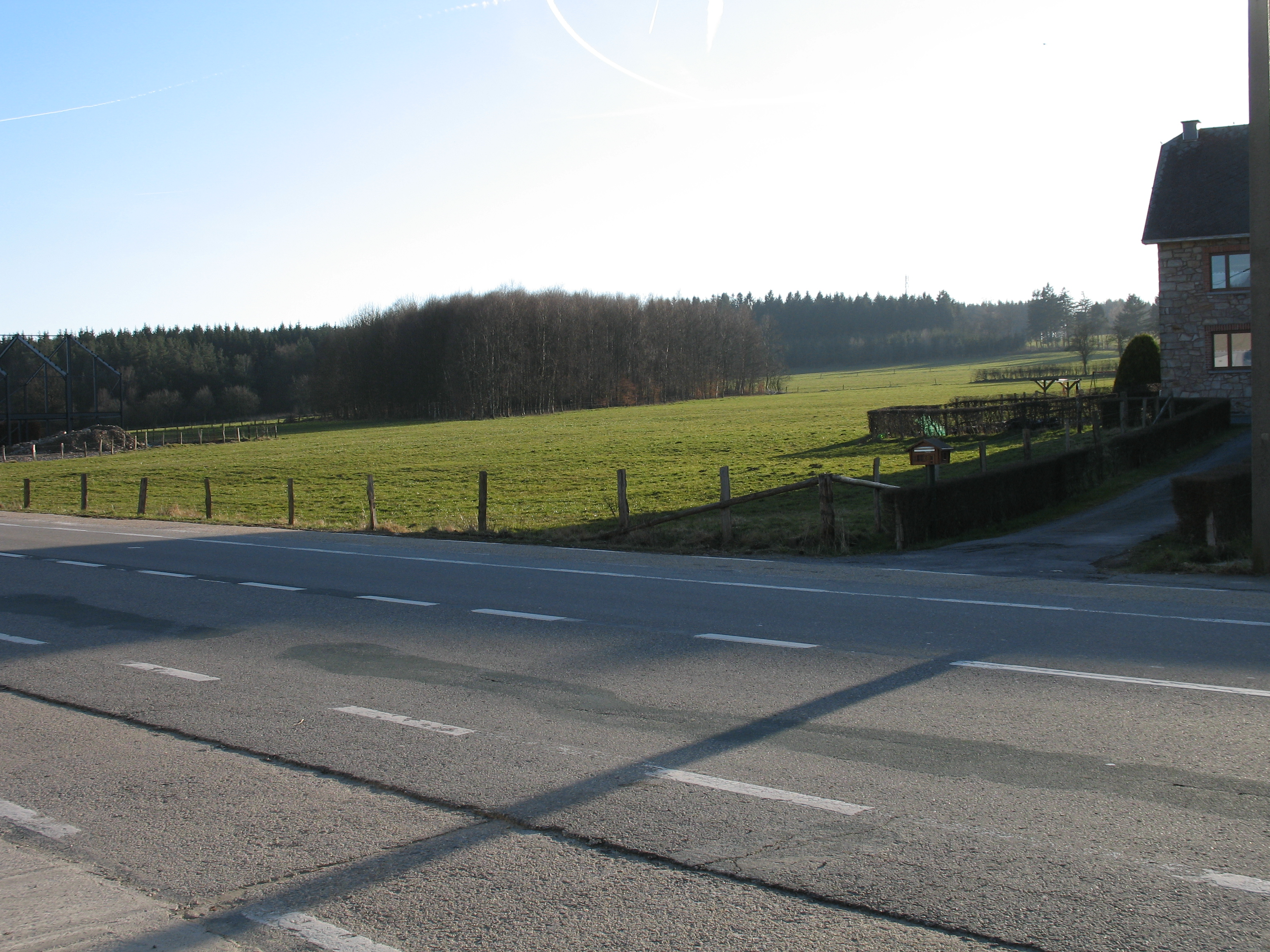
Locul masacrului, în martie 2007

Masacrul de la Malmedy, denumit și masacrul de la Baugnez, este o crimă de război comisă la 17 decembrie 1944 de o unitate germană, Kampfgruppe Peiper care, în cursul bătăliei din Ardeni, a asasinat prizonierii de război americani la răscrucea Baugnez aflată la câțiva kilometri sud de orașul Malmedy din Belgia.
Din punct de vedere istoriografic, acest eveniment poartă numele de „masacrul de la Malmedy”, deși orașul propriu-zis nu a fost afectat în cursul ofensivei. Această crimă de război, care se înscrie într-o serie de astfel de acțiuni comise de aceeași unitate în cursul aceleiași zile și a zilelor următoare a făcut obiectul unui proces desfășurat la tribunalul militar internațional de la Dachau în 1946.

## Context
În cadrul planurilor prevăzute de Adolf Hitler pentru ceea ce avea să devină Ofensiva din Ardeni, efortul principal de rupere a liniilor aliate a fost încredințat Armatei a VI-a Panzere aflată sub comanda generalului Sepp Dietrich care trebuia să penetreze frontul aliat între Monschau și Losheimergraben pentru a trece Meuse înainte de a cuceri Anversul. Pe flancul stâng al acestui dispozitiv se afla Kampfgruppe (grupul de luptă) Peiper format din unități blindate și motorizate. Odată ce infanteria avea să creeze o breșă în liniile americane, Peiper avea ca misiune să cucerească podurile de peste Meuse din jurul localității Huy trecând prin Ligneuville, Stavelot, Trois-Ponts și Werbomont..
Drumurile cele mai praticabile erau însă rezervate grosului Diviziei I SS Leibstandarte Adolf Hitler, Peiper trebuind să se mulțumească cu drumurile proaste și inapte să suporte trecerea tancurilor sau altor blindate grele.
Altfel, succesul operațiunii depindea de cucerirea rapidă a podurilor peste Meuse, ceea ce implica o înaintare rapidă peste dispozitivul aliat, eventual ocolind punctele de rezistență. Un alt element de care Peiper trebuia să țină cont era lipsa de resurse ale Reichului în ce privește carburantul, drastic reduse după ruperea alianței de către România.
În cele din urmă, în acest context, fuseseră date ordine specifice de către Hitler pentru ca bătălia să fie dusă cu brutalitate în scopul terorizării inamicului. Sepp Dietrich a confirmat aceasta în timpul procesului. După mai multe surse, la briefingul ce a precedat operațiunea, Peiper declarase clar că nu trebuie luați prizonieri și nu trebuie arătat vreo milă față de inamic sau față de civilii belgieni.

## Pătrunderea și primele masacre

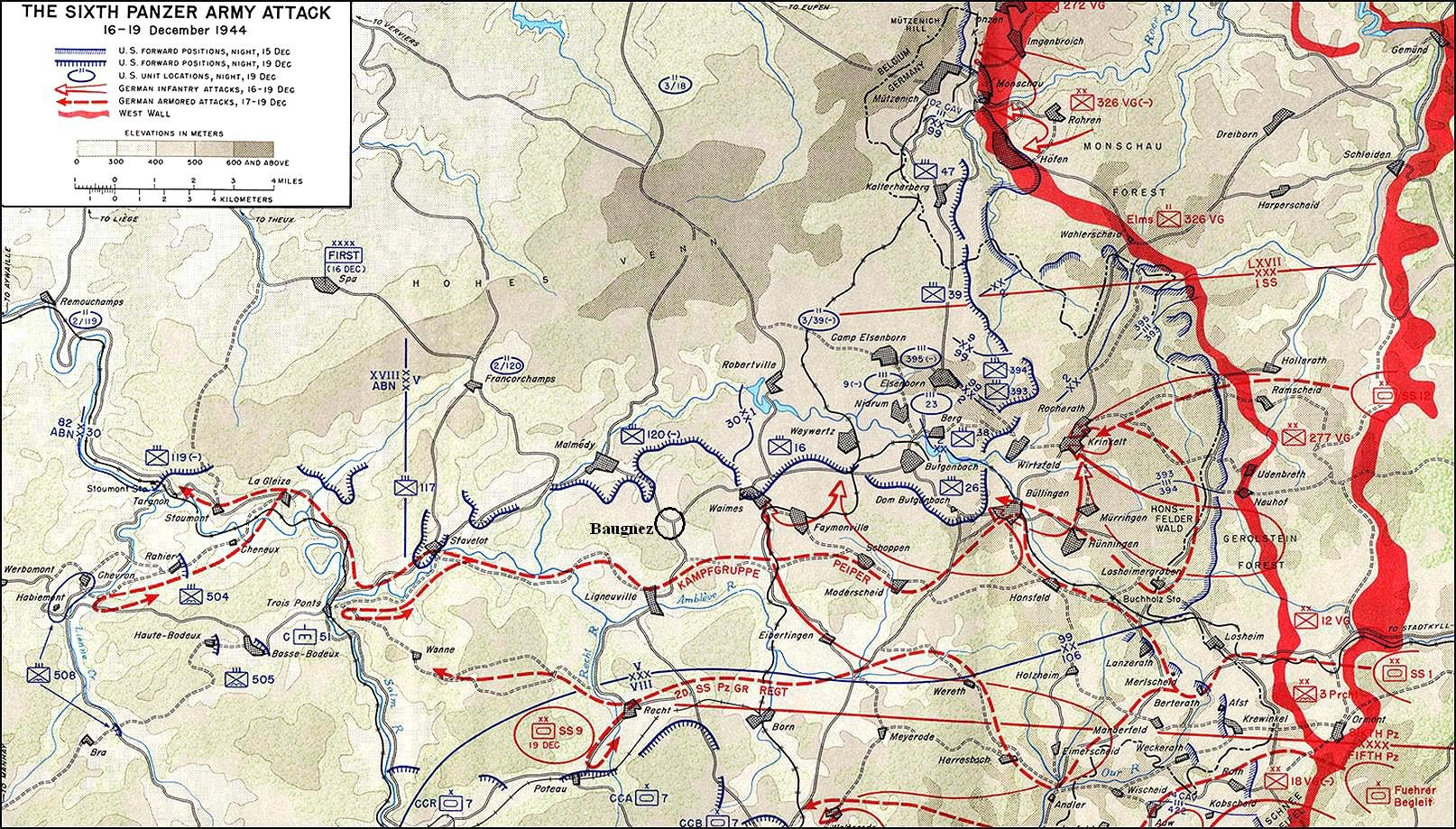
Traiectoria parcursă de "Kampfgruppe Peiper" - răscrucea Baugnez este încercuită

Încă de la început, operațiunile de pe frontul Nord au mers prost și, din cauza rezistenței persistente a trupelor americane, au întârziat mult. Atunci când Peiper spera să poată exploata o breșă în dimineața zilei de 16 decembrie, prima zi a ofensivei, a trebuit să tragă frânele, împotmolit în spatele frontului, în vreme ce infanteria germană întârzia. Puțin înaintea zorilor zilei de 17 decembrie, a reușit el însuși o primă pătrundere în direcția Honsfeld unde elemente ale grupului său au ucis cu sânge rece mai multe zeci de prizonieri americani.
După cucerirea Honsfeldului, Peiper a deviat câțiva kilometri de la itinerariul ce îi fusese fixat pentru a rechiziționa un mic depozit de combustibil la Bullange (Bullingen) unde s-a mai raportat un masacru al prizonierilor de război americani.
Odată ajuns în spatele liniei inamice și pe drumul de la Bullange către Elsenborn în nord, el era în poziția de a prinde în capcană două divizii americane (2 și 99), dar Peiper a hotărât să revină la itinerarul fixat și să cucerească Ligneuville trecând prin Möderscheid, Schoppen, Ondenval și Thirimont.
Drumul era dificil din cauza naturii terenului și a calității rutelor disponibile. La ieșirea din satul Thirimont, avangarda sa nu a putut lua drumul direct către Ligneuville care s-a dovedit impracticabil. Se impunea un nou ocol în afara traiectoriei prevăzute. Decât să se îndrepte către stânga la ieșirea din Thirimont, avangarda a luat-o astfel la dreapta și s-a îndreptat către răscrucea Baugnez care se afla la distanță egală între Malmedy, Ligneuville și Waimes.

## Masacrul de la răscruce

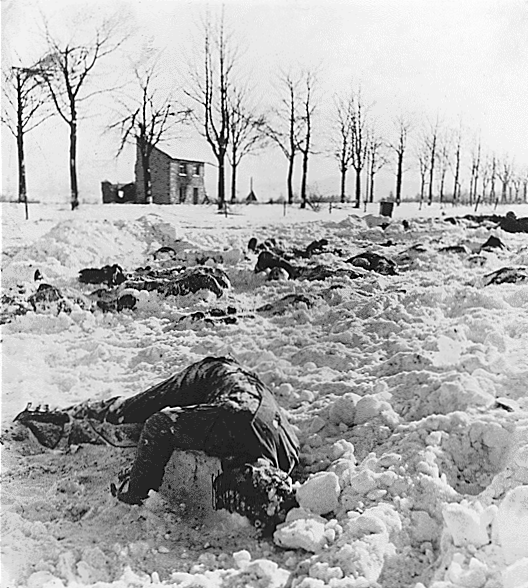
Trupurile victimelor îngropate sub zăpadă, au fost regăsite la 14 ianuarie 1945

La momentul în care, între orele 12 și 13, avangarda germană s-a apropiat de răscruce, un convoi american de circa treizeci de vehicule, format în principal din elemente ale Batalionului 285 de recunoaștere pentru artilerie, traversase răscrucea și se îndreptase către Ligneuville pentru a ocupa Saint-Vith unde urma să se întâlnească cu Divizia 7 Blindate, căreia îi fusese atașat și către care fusese trimis pentru a întări apărarea orașului.
Observând vehiculele, avangarda lui Peiper a deschis focul în direcția convoiului american, imobilizând vehiculele din capul coloanei și obligând întregul convoi să se oprească. Lipsiți de armament greu, americanii aveau doar revolvere și arme ușoare în fața germanilor, și au încetat repede lupta și s-au predat.
În timp ce coloana germană își urma drumul către Ligneuville, prizonierii pe care germanii i-au pus împreună cu alți bărbați capturați de SS mai devreme în aceeași zi, au fost puși pe o câmpie în lungul drumului. Mare parte din mărturiile strânse de la supraviețuitori afirmă că circa 120 de oameni au fost astfel strânși pe câmpie. Pentru un motiv necunoscut până astăzi, germanii au deschis brusc focul asupra prizonierilor. Din partea germană, unii au afirmat că prizonierii ar fi încercat să fugă; alții că, lăsați singuri în câmp, prizonierii ar fi reluat armele abandonate și ar fi deschis focul asupra trupelor germane care își continuau înaintarea în direcția Ligneuville. După unele surse, ar fi fost vorba doar de un incident nefericit cauzat de o înlănțuire de circumstanțe care i-au făcut pe germani să deschidă focul fără a fi avut neapărat intenția deliberată de a ucide prizonierii.
În orice caz, din momentul în care germanii au deschis focul, a început panica. Unii prizonieri au încercat să fugă. Cea mai mare parte au fost uciși. Alții au încercat să se refugieze într-o cafenea aflată la răscruce. Germanii au dat foc clădirii și i-au ucis pe cei ce au încercat să iasă. Alți, văzându-și camarazii căzând, s-au lăsat și ei la pământ și s-au prefăcut morți. Ei nu au scăpat însă. Cei din SS au circulat printre cadavrele strânse și au dat lovitura de grație oricui a dat vreun semn de viață.

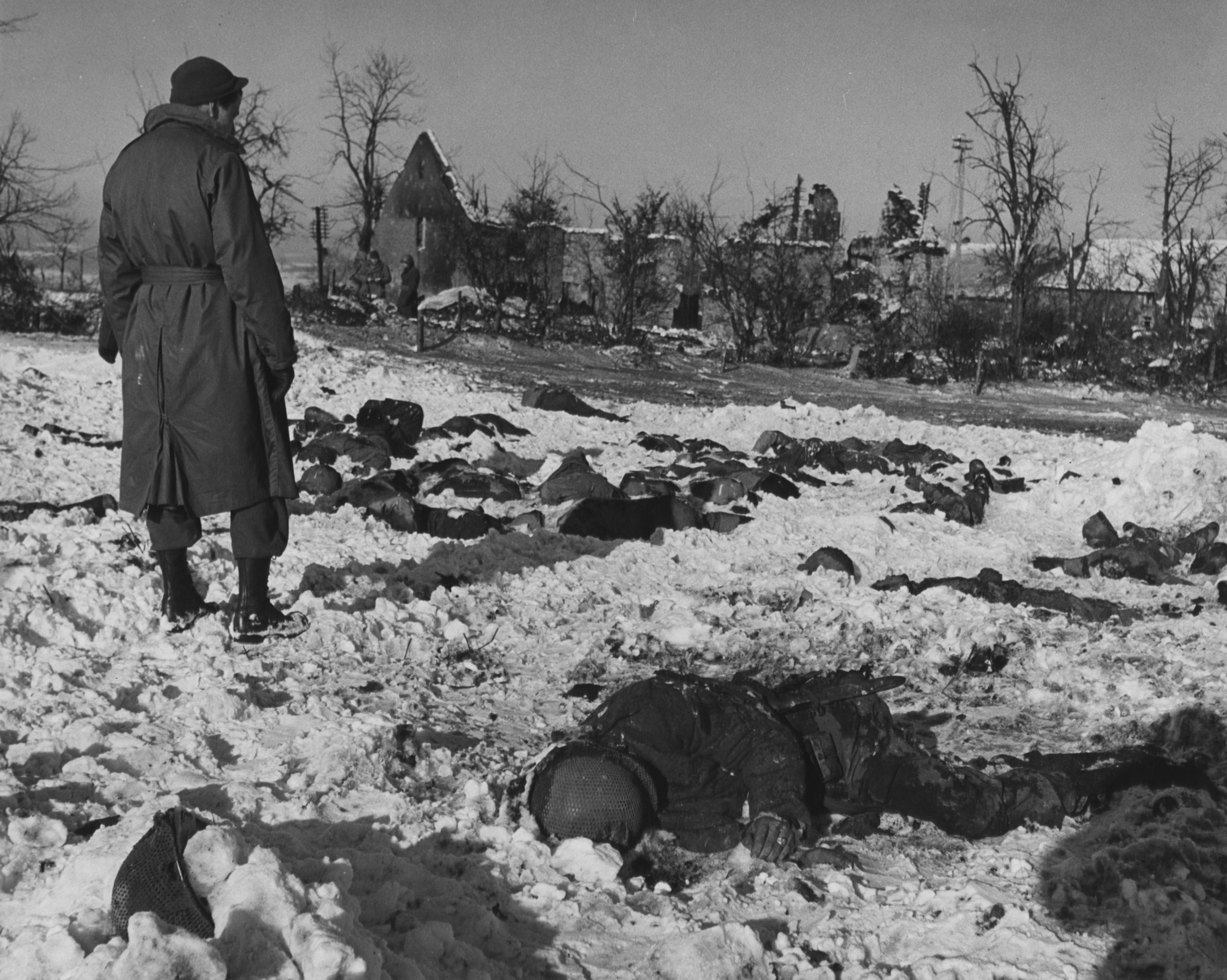
Alte cadavre ale soldaţilor găsite întinse în zăpadă de un soldat american

După câteva ore, câțiva oameni, răniți sau șocați, s-au ridicat și, scăpând de privirile germanilor, au ajuns să se alăture liniilor lor care se găseau la Malmedy. În total, patruzeci și trei de supraviețuitori s-au refugiat în spatele liniilor aliate, unii după mai multe zile și cu ajutorul localnicilor. Toate relatările supraviețuitorilor, culese în orele imediat de după masacru, au fost asemănătoare și coerente, chiar dacă acești supraviețuitori nu au avut ocazia să se pună de acord.
De la Malmedy, primele rapoarte au parvenit cartierului general al Armatei I americane condusă de generalul Courtney Hodges la Spa la 17 decembrie. De acolo, veștile s-au răspândit la nivel înalt al SHAEF, în timp ce zvonurile s-au propagat în scurt timp până la avanposturile americane. Vestea masacrului a provocat  revolta soldaților și le-a înzecit hotărârea de a lupta.

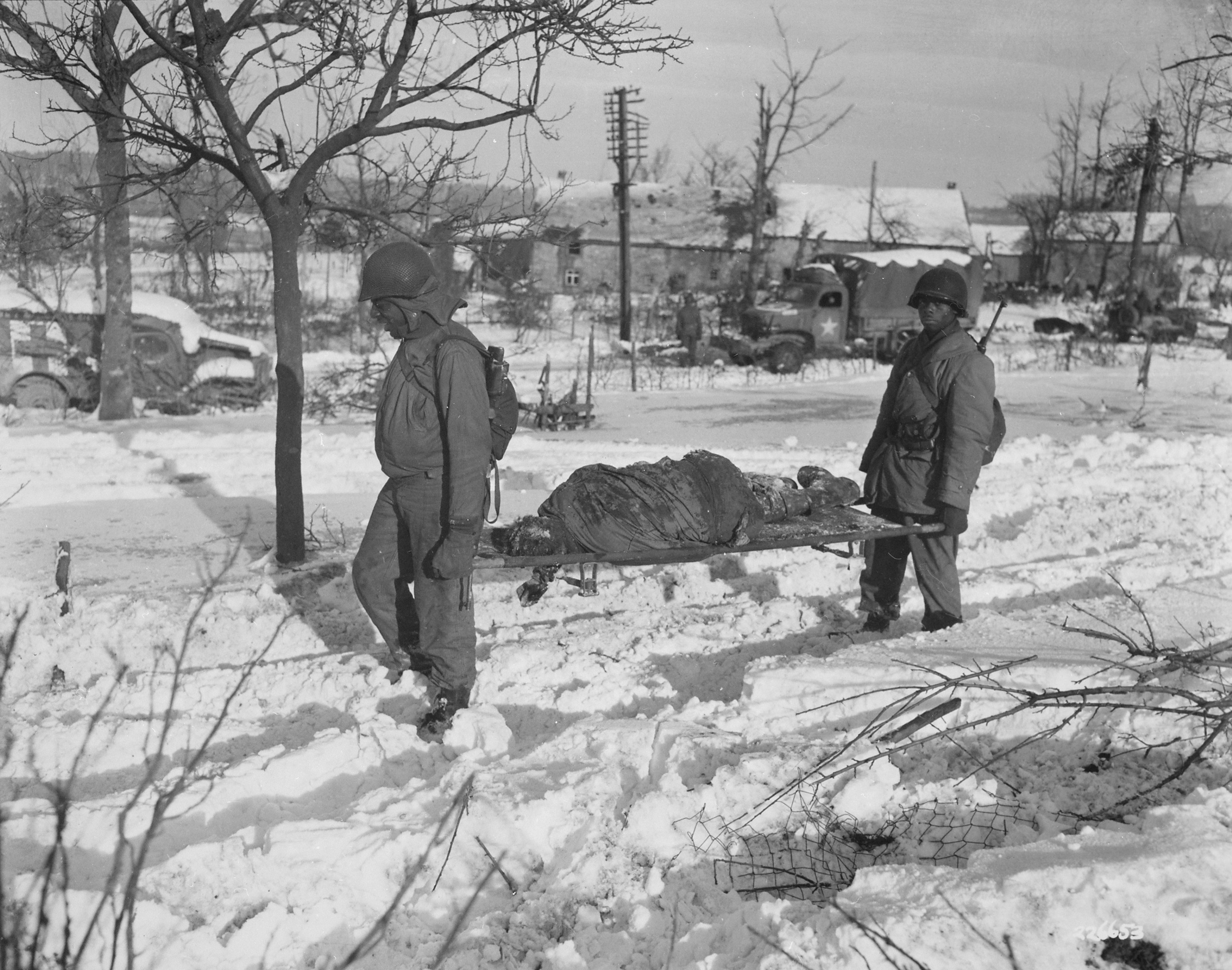
Cadavrele transportate la Malmedy pentru a fi examinate de legişti.

Răscrucea de la Baugnez a rămas într-un no man's land până la contraofensiva aliată. Aceasta a avut loc la 14 ianuarie 1945; atunci, americanii au reușit să scoată cadavrele înghețate și acoperite de zăpadă ale victimelor. Această operațiune a fost efectuată cu multă meticulozitate întrucât indiciile relevate de medici aveau să servească drept bază a unui proces al celor responsabili.
Autopsiile cadavrelor au arătat că cel puțin douăzeci de soldați uciși prezentau, pe lângă rănile provocate de armele automate, și răni fatale în regiunea capului, provocate de focuri de aproape. Alți douăzeci prezentau și răni la cap provocate de arme de mic calibru, fără a se putea determina dacă s-a tras de aproape, întrucât nu s-au găsit reziduuri de praf de pușcă. În sfârșit, circa zece alții prezentau echimoze provocate, se pare, de loviturile cu patul puștii aplicate de germani. Un alt element important a fost acela că unele cadavre nu prezentau decât o singură rană, la tâmplă sau în spatele urechii.
În total, a fost adunate 72 de cadavre de pe câmp în zilele de 14 și 15 ianuarie 1945. Alte douăsprezece cadavre, mai departe de pajiște, au fost găsite între 7 februarie și 15 aprilie 1945.
Din schema atașată documentului maiorului Glass, rezultă că majoritatea cadavrelor au fost găsite într-un spațiu foarte mic, ceea ce ar putea indica faptul că victimele au fost grupate în momentul în care au fost ucise.

## Peiper își reia drumul

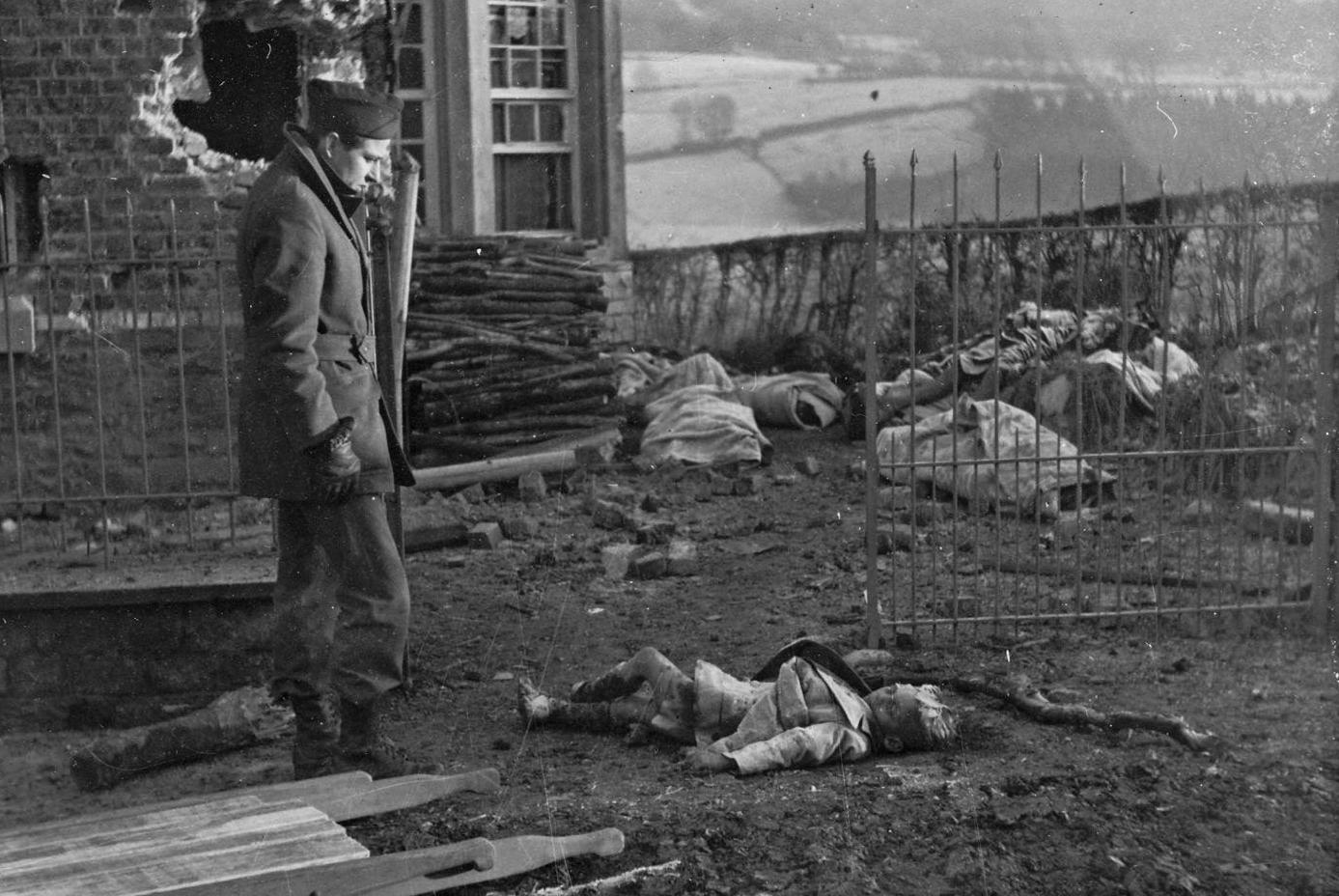
Corespondentul de război Jean Marin priveşte cadavrele civililor masacraţi la casa Legaye de la Stavelot, Belgia

Breșa realizată de Kampfgruppe Peiper în liniile americane a fost marcată și de alte masacre de prizonieri de război și, de asemenea, de civili belgieni. Astfel, membrii grupului au ucis cel puțin opt alți prizonieri americani la Ligneuville.
Noi masacre de prizonieri americani au fost raportate la Stavelot, Cheneux, La Gleize și Stoumont în zilele de 18, 19 și 20 decembrie. În sfârșit, la 19 decembrie 1944, în regiunea cuprinsă între Stavelot și Trois-Ponts, pe când germanii încercau să recucerească podul peste Amblève de la Stavelot, esențial pentru ca întăririle și proviziile să poată ajunge la Kampfgruppe, trupele lui Peiper s-au făcut vinovate de masacre care au provocat moartea a peste 100 de civili, inclusiv femei și copii.
Aruncând în aer podurile care le-ar fi permis să câștige puncte înalte și drumuri mai libere, geniștii americani au reușit să oprească înaintarea lui Peiper în valea Amblève-ului înainte ca întăririle să-l încercuiască la Stoumont și La Gleize. Peiper a reușit să rupă încercuirea trecând pe jos prin pădure cu 800 din oamenii săi, dar a trebuit să abandoneze tot materialul greu, inclusiv câteva tancuri Tiger II.
În bătălia lor de lângă La Gleize, oamenii lui Peiper au capturat la 21 decembrie un ofițer american de rang înalt, pe maiorul Harold D. McCown, comandantul unuia din batalioanele Regimentului 119 Infanterie. Acesta din urmă, informat despre masacrul de la Malmedy, era îngrijorat de soarta sa și de cea a oamenilor săi și a vorbit cu Peiper. Conform lui McCown, Peiper l-a încredințat că nici el și nici oamenii săi nu riscă nimic și că nu are obiceiul să-și ucidă prizonierii de război. De fapt, Mc Cown a constatat el însuși că oamenii săi nu au fost amenințați. El a depus mărturie în favoarea lui Peiper în procesul de la Dachau din 1946.
Toate crimele de care au fost acuzați Peiper și oamenii săi în cursul tentativei de pătrundere spre Meuse au fost comise înainte de capturarea maiorului McCown. Mai mult, în momentul acestei discuții cu McCown, Peiper era încercuit, iar șansele sale de a scăpa din încercuire erau slabe. Presupunând că el știa de crimele de război comise de oamenii lui, este deci posibil ca Peiper să refuze să recunoască de față cu un ofițer american că a permis comiterea lor, și cu atât mai puțin să vrea să mai comită și altele în acel moment.
După aceea, Kampfgruppe Peiper, reechipat, a reluat lupta din Ardeni și i s-au mai imputat și alte asasinate de prizonieri de război la 31 decembrie 1944 la Lutrebois și între 10 și 13 ianuarie 1945 la Petit Thier.
Numărul exact de ucideri de prizonieri de război și de civili de care s-a făcut responsabil Kampfgruppe Peiper rămâne încă în discuție. După anumite surse, între 538 și 749 de prizonieri de război necunoscuți au căzut victime crimelor de război comise de grupul Peiper. Aceste cifre nu au fost însă coroborate cu raportul stabilit de subcomisia Senatului Statelor Unite care a trebuit mai târziu să facă o anchetă a procesului. Conform comisiei, numărul total de morți s-a ridicat la 362 de prizonieri de război și 111 civili. Conform acestui raport, morții au fost găsiți în următoarele locuri:

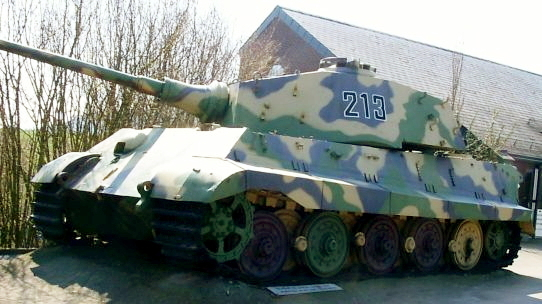
Tanc Tiger II abandonat de Kampfgruppe Peiper la La Gleize în decembrie 1944

| Localitatea | Prizonieri de război | Civili |
| ----------- | -------------------- | ------ |
| Honsfeld    | 19                   |        |
| Büllingen   | 59                   | 1      |
| Baugnez     | 84                   |        |
| Ligneuville | 58                   |        |
| Stavelot    | 8                    | 93     |
| Cheneux     | 31                   |        |
| La Gleize   | 45                   |        |
| Stoumont    | 44                   | 1      |
| Wanne       |                      | 5      |
| Trois-Ponts | 11                   | 10     |
| Lutrebois   |                      | 1      |
| Petit Thier | 1                    |        |

## Procesul și consecințele acestuia
Amploarea masacrului, care se pare că este singurul comis la o asemenea scară împotriva trupelor americane din Europa în timpul celui de al Doilea Război Mondial, a stârnit uimirea, ca și numărul de victime, civile și militare, acesta fiind însă foarte mic prin comparație cu alte atrocități văzute pe alte teatre de operațiuni în cursul aceluiași conflict.
Pe lângă efectul pe care evenimentul l-a putut avea asupra combatanților americani de pe front, se pare că informațiile au avut un impact semnificativ în Statele Unite. Aceasta explică evident de ce suspecții au fost deferiți, după război, tribunalului militar internațional de la Dachau ale cărui lucrări s-au desfășurat în mai și iunie 1946.
În ceea ce mai târziu a fost cunoscut ca procesul masacrului de la Malmedy, și care viza de fapt toate atrocitățile imputate unității Kampfgruppe Peiper în timpul bătăliei din Ardeni, acuzatul cu gradul cel mai înalt a fost generalul Sepp Dietrich, șeful Armatei VI Panzer, din care făcea parte Peiper. Joachim Peiper și principalii săi subordonați au fost și ei acuzați. Peste 70 de persoane au fost judecate, iar tribunalul a pronunțat 43 de condamnări la moarte dintre care însă niciuna nu a fost executată, și alte 22 de pedepse cu închisoarea pe viață. Opt alți acuzați au fost condamnați la pedepse mai mici.
Totuși, după pronunțarea sentințelor, maniera în care a funcționat tribunalul a fost contestată atât în Germania, cât mai ales în Statele Unite. Afacerea a fost adusă în atenția Curții Supreme care a refuzat să analizeze chestiunea. Ea a fost apoi analizată de o subcomisie ad hoc a Senatului, ceea ce a dat unui tânăr senator de Wisconsin, Joseph McCarthy, ocazia de a deveni celebru. Pentru a-și atinge scopul, el a luat apărarea condamnaților, afirmând că tribunalul nu a fost unul echitabil în ce-i privește. El a mers până la a pretinde că inculpații au fost torturați în timpul interogatoriilor dinaintea procesului.
Toată această agitație a atras atenția asupra procesului și asupra unor nereguli în efectuarea interogatoriilor dinaintea sa. Astfel, chiar înainte de implicarea Senatului SUA, câteva pedepse capitale au fost comutate printr-o revizuire a procesului de către Armata SUA, toate celelalte fiind și ele comutate în anii următori. În anii 1950, toți condamnații au fost eliberați, ultimul care a ieșit din închisoare fiind Peiper în 1956.
Discuția ce a urmat procesului și a eliberării timpurii a condamnaților a fost utilizată apoi de unii negaționiști ca exemplu al justiției de după război aplicată la discreția învingătorului. Pornind de la acest principiu, au fost readuse în discuție chiar și concluziile proceselor de la Nürnberg care, conform teoriilor lor, au permis apariția „minciunii” pe care a constituit-o holocaustul.
În cele din urmă, un proces distinct relativ la crimele de război comise contra civililor la Stavelot a fost deschis la 6 iulie 1948 în fața Consiliului de Război de la Liège împotriva a zece membri ai Kampfgruppe Peiper care fuseseră capturați la 22 decembrie 1944 de către trupele americane nu departe de unul din locurile unde se petrecuseră masacrele civililor de la Stavelot. Un bărbat a fost achitat, ceilalți au fost găsiți vinovați și în mare parte condamnați la zece ani muncă silnică, cu excepția a doi gradați care au primit pedepse de 12 și respectiv 15 ani.

### Studii
- en  Hugh M. Cole (Office of the chief of military history), United States Army in World War II, The European Theater of Operations, The Ardennes : Battle of the Bulge, Department of the Army, Washington D.C., 1965 online
- fr  Charles B. MacDonald, Noël 44 : la bataille d'Ardenne, Bruxelles, Pire, 2004 ISBN: 2-87415-468-7
- fr  Émile Engels, Ardennes 1944-1945, ghid al câmpului de bătălie, éd. Racine, Bruxelles, 1994
- en  Richard Gallagher, Malmedy Massacre, Paperback Library, 1964
- fr  Gerd J. Gust Cuppens, Massacre à Malmedy ? Ardennes : 17 décembre 1944, éditions Heimdal, 1989
- en  Robert Griffith, The Politics of Fear : Joseph R. McCarthy and the Senate, University of Massachusetts Press, 1987
- fr  Roger Martin, L'Affaire Peiper, Dagorno, 1994
- fr  Maurice Bardèche, Nuremberg II ou les Faux monnayeurs, éditions Les Sept Couleurs, 1950

### Articole
- en  Michael Reynolds, Massacre At Malmédy During the Battle of the Bulge, în World War II Magazine, februarie 2003 online